# Carinigera praecipua
Carinigera praecipua is een slakkensoort uit de familie van de Clausiliidae. De wetenschappelijke naam van de soort is voor het eerst geldig gepubliceerd in 1968 door Sajo.